# Rhodostemonodaphne negrensis
Rhodostemonodaphne negrensis är en lagerväxtart som beskrevs av Madriñán. Rhodostemonodaphne negrensis ingår i släktet Rhodostemonodaphne och familjen lagerväxter. Inga underarter finns listade i Catalogue of Life.